# Buk (Pologne)
Pour les articles homonymes, voir Buk.
Buk (prononciation : [buk], en allemand : Buchenstadt) est une ville de la Voïvodie de Grande-Pologne et du powiat de Poznań.
Elle est située à environ 28 kilomètres à l'ouest de Poznań, siège du powiat et capitale de la voïvodie de Grande-Pologne.
Elle est le siège administratif de la gmina de Buk.
Elle s'étend sur 2,96 km2.

## Géographie

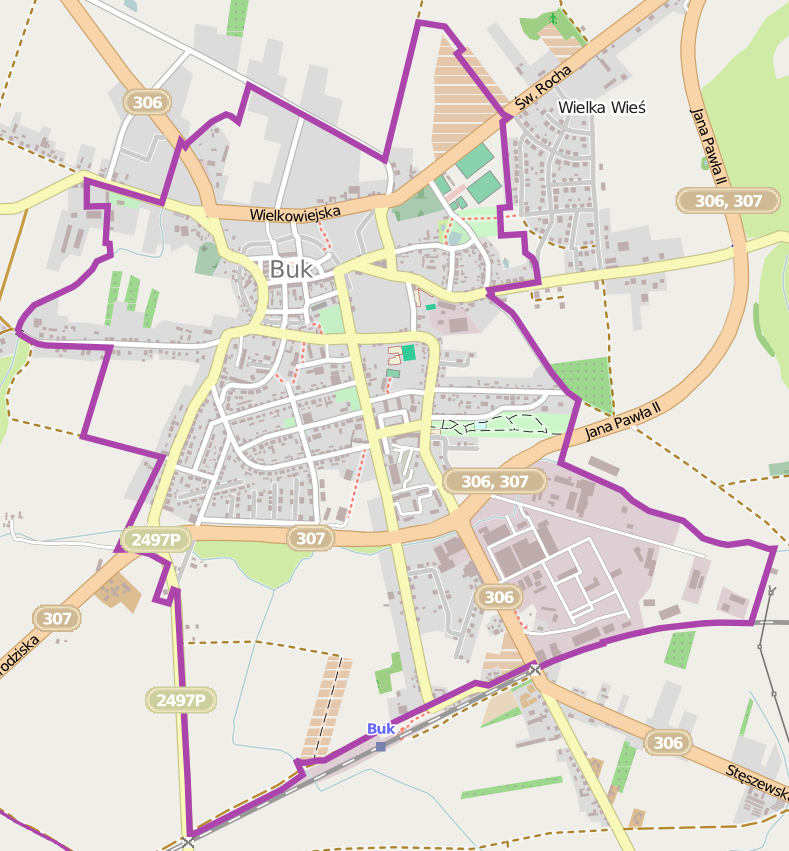
Plan de la ville.

La ville de Buk est située au centre de la voïvodie de Grande-Pologne, à proximité de la grande ville de Poznań (capitale régionale) et de son agglomération. le paysage est monotone et dominé par les terres agricoles. Vers l'est se trouve le parc national de Grande-Pologne que l'on peut visiter par la piste de randonnée bleue qui commence à la gare d'Otusz.
La température moyenne annuelle est de 8 °C, et le volume des précipitations moyennes annuelles est de 528 mm.

## Histoire

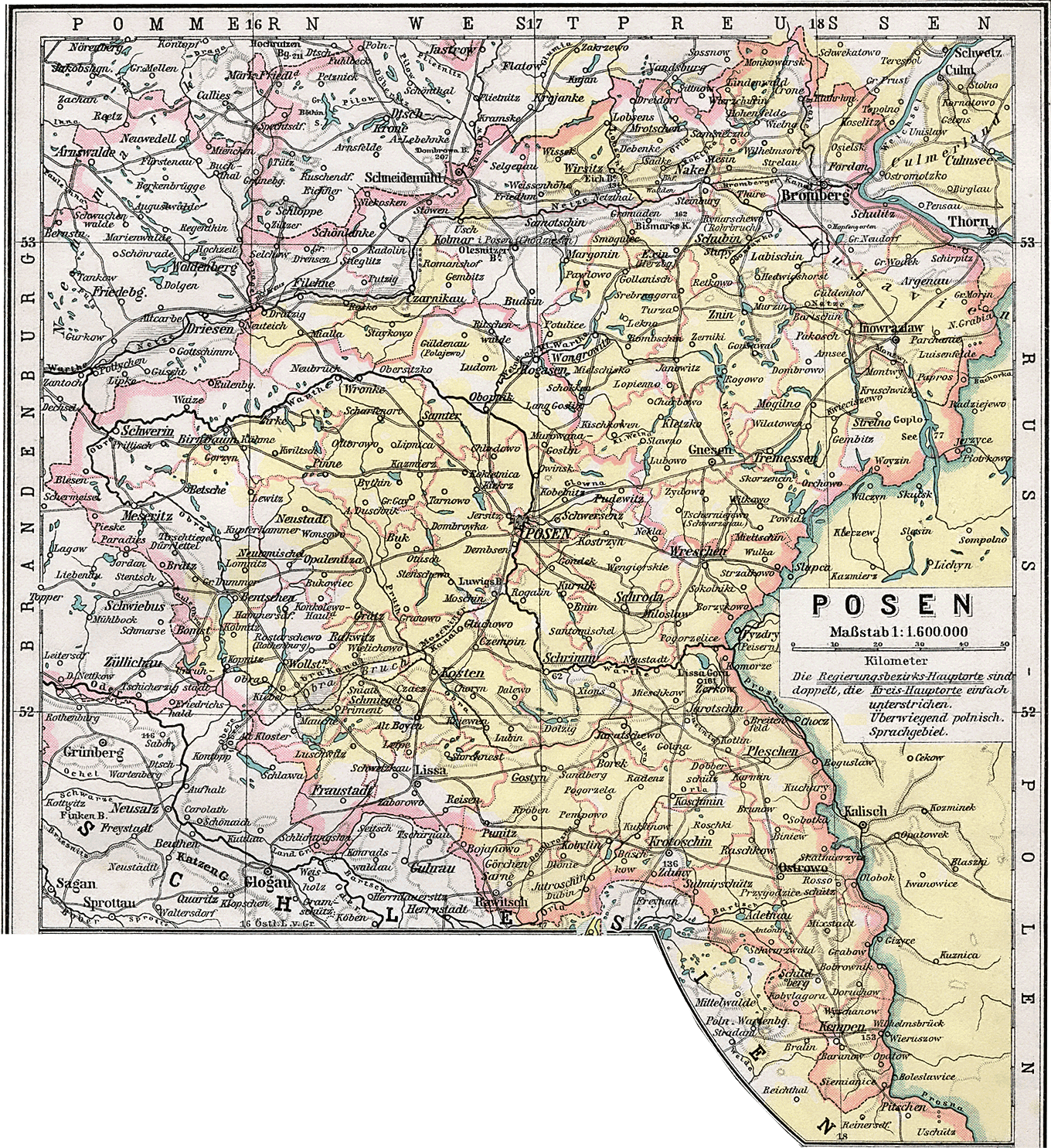
Buk à l'ouest de Poznań sur une carte de 1905 de la province de Posnanie (les zones en jaune signalent une population majoritairement polonophone).

La plus ancienne mention écrite de cette ville remonte à 1257. Elle possédait alors déjà une église et pouvait lever des impôts. Elle se vit octroyer le droit de Magdebourg par Przemysl II en 1289. Il s’ensuivit une prospérité commerciale, qui permit aux bourgeois de fortifier leur ville. L’artisanat se développa au point de faire de Buk l’une des villes les plus prospères de Grande-Pologne. Les premières brasseries semblent remonter à 1519. Une donation de Stanisław Reszka (1544–1570) permit la construction de l'hôpital en 1600.
Lors du Second partage de la Pologne, la ville devint entre 1793 et 1807 prussienne, puis avec les Français de nouveau polonaise. En 1815, Buk était annexée derechef à la Prusse et devenait chef-lieu d'un arrondissement de la province de Posnanie d'une superficie de 130 km2, et peuplé de 58 000 habitants, majoritairement polonophones ; en 1848, la ville fut victime d'une sanglante révolte nationaliste. Le 8 juin 1858, un incendie la ravagea en grande partie.
L’arrondissement de Buk est divisé le 10 octobre 1887 et Buk intègre l'arrondissement de Grätz.
À l’issue de la Première Guerre mondiale, Buk redevint polonaise, et le 6 octobre 1919, elle élisait un nouveau bourgmestre, Maksymilian Holland.
Le 10 septembre 1939, la Wehrmacht occupait la place. Sous l'Occupation, une grande partie de ses habitants furent déportés dans des camps de concentration, et les monuments de la ville, rebaptisée par les Nazis Buchenstadt, détruits. La ville a été libérée par l’Armée Rouge le 26 janvier 1945. Le premier bourgmestre de l'Après-guerre fut Franciszek Kulczyński. Dans le cadre de la reforme administrative de 1975, Buk a été rattachée à la Voïvodie de Poznań. Depuis la dissolution de 1999, elle dépend de la voïvodie de Grande-Pologne.

## Monuments
- l'église en bois de la Sainte Croix, construite au XVIIIe siècle ;
- l'église paroissiale saint-Stanislas (de), construite entre 1838 et 1846 ;
- la mairie, construite dans la seconde moitié du XIXe siècle.

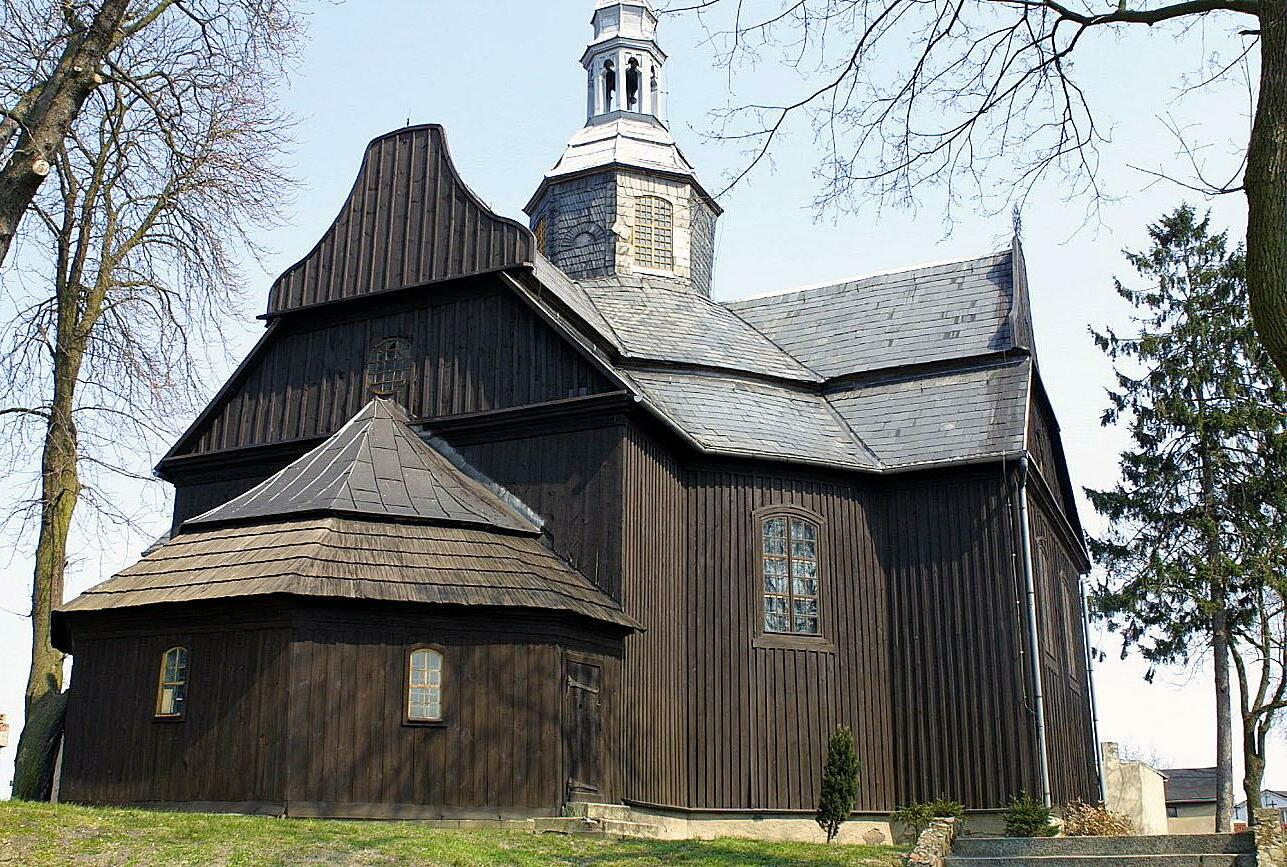
L'église en bois de la sainte Croix.
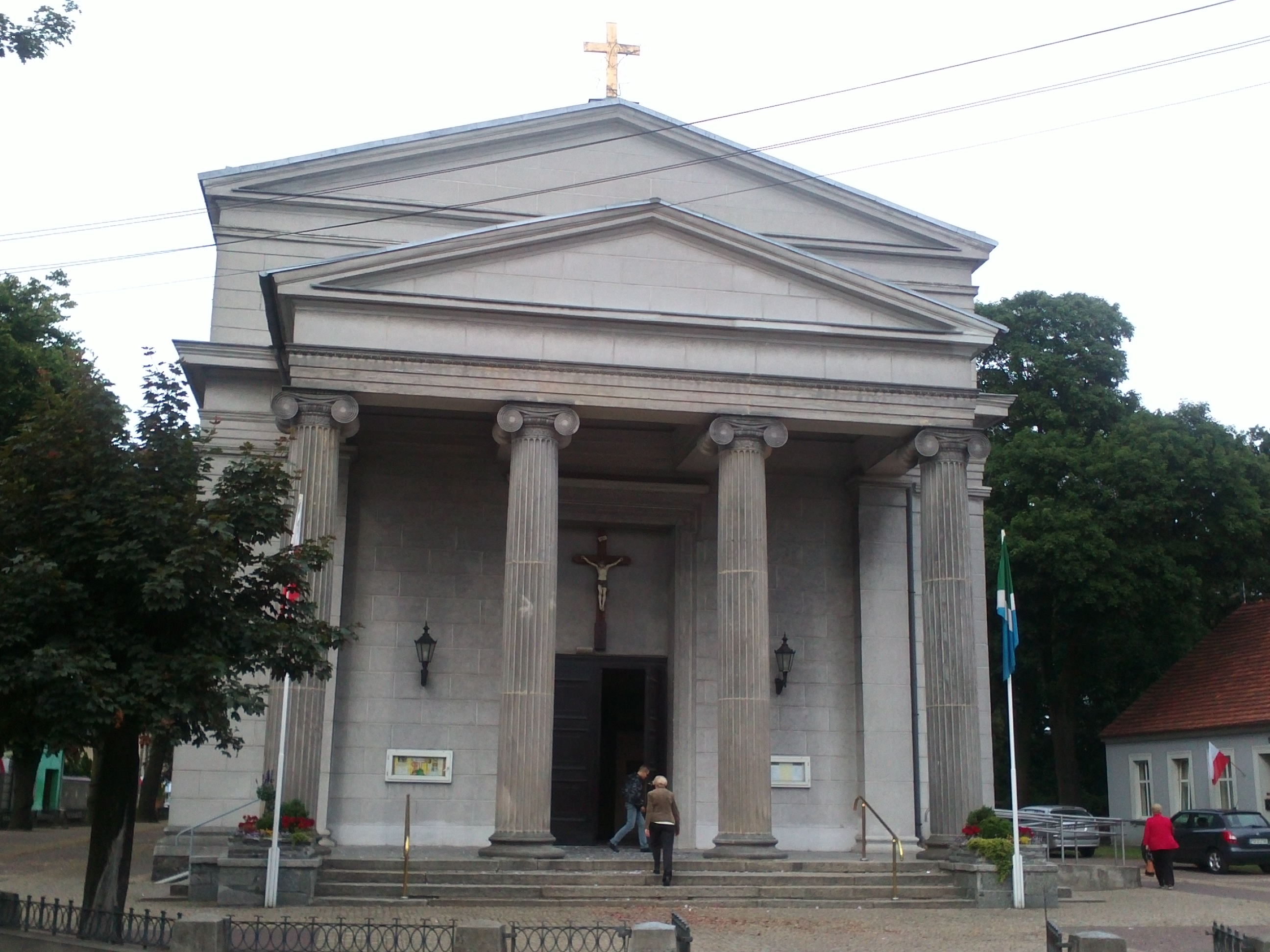
L'église saint Stanislas.
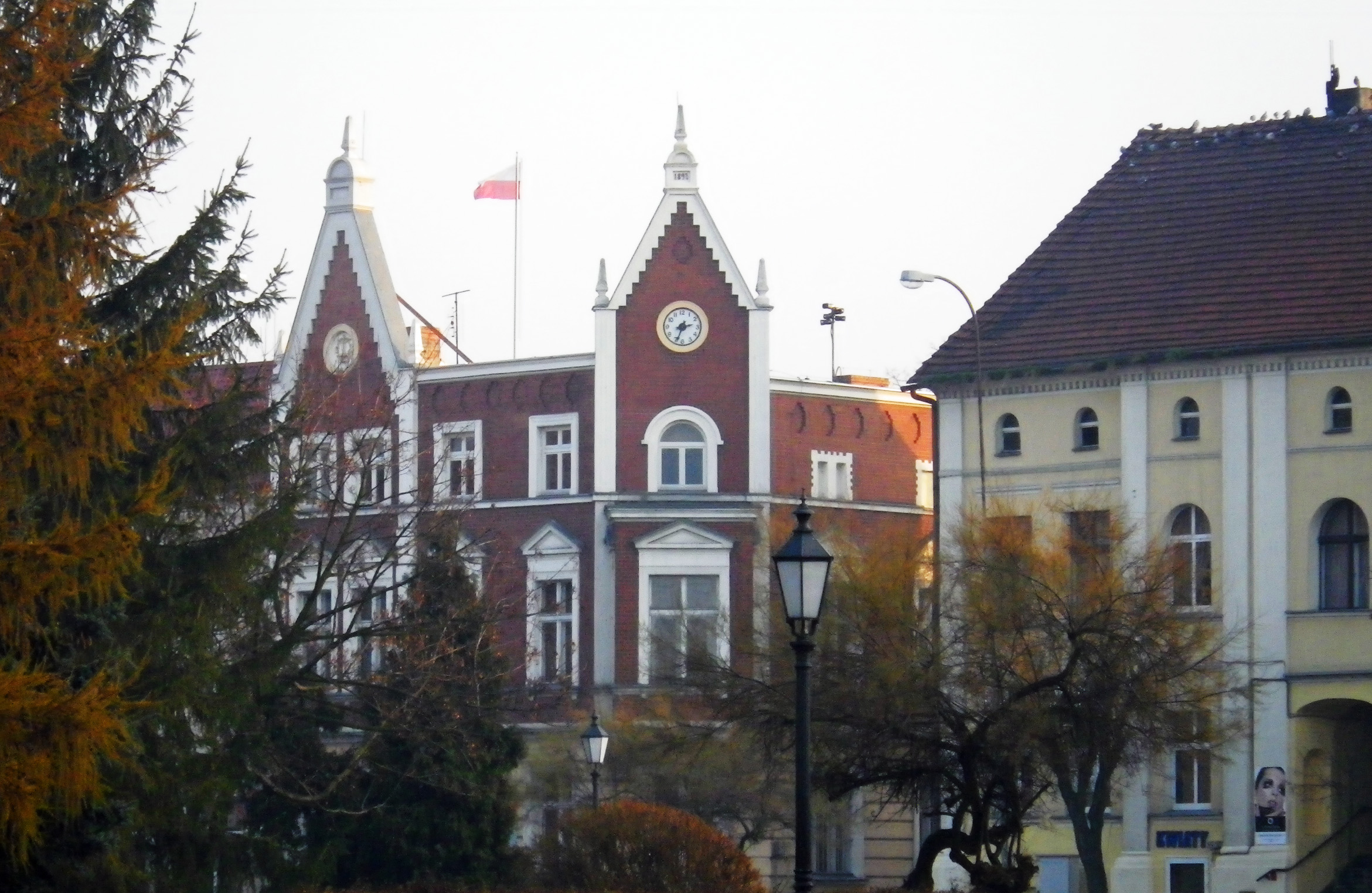
La mairie.

## Transports

### Routes
La ville de Buk est desservie par la sortie  6 Buk de l'autoroute polonaise A2. Cette autoroute traverse la Pologne dans le sens est-ouest.

Les routes voïvodales 306 (pl) (qui relie Lipnica à Nowe Dymaczewo) et 307 (pl) (qui relie Poznań à Bukowiec) passent par la ville.

### Gares
Il y a 2 gares à Buk, situées sur la ligne de Varsovie à Kunowice (frontière allemande).

### Aéroport
L'aéroport le plus proche est situé à Poznań : c'est l'aéroport Henryk Wieniawski de Poznań, aussi appelé Poznań-Ławica.

## Jumelages
- Saint-Michel-Gestel (Pays-Bas)
- Hambühren (Allemagne)
- Verson (France)
- Tourville-sur-Odon (France)

## Personnalités
- Henryk Synoracki (né en 1947), pilote motonautique